# 52 Europa
52 Europa è un grande asteroide della fascia principale. Con un diametro pari a circa 300 chilometri, contende a 3 Juno il posto di settimo pianetino in ordine di grandezza nella Fascia principale. Ha una superficie molto scura e appartiene alla Famiglia di asteroidi Hygiea.
Europa fu scoperto il 4 febbraio 1858 da Hermann Mayer Salomon Goldschmidt dall'Osservatorio astronomico di Parigi. Fu battezzato così da Marshal Valliant, in onore di Europa, la principessa fenicia rapita e amata da Zeus nella mitologia greca.
52 Europa non va confuso con la luna di Giove Europa.